# Аутодафе
Аутодафе (от порт. auto da fe) – акт на вярата, е публично изгаряне на клада на еретици или унищожаване на еретически произведения в т.нар. клада на суетата (книги, картини или други вещи). От църквата е наричано цинично „наказание без проливане на кръв“/„безкръвно наказание“.
Широко е прилагано от католическата църква през средновековието по време на инквизицията. Обикновено на клади са изгаряни обвинените в еретизъм.
Аутодафето е основен атрибут на инквизицията. Появява се през 13 век. Уреждало се е обикновено в празнични дни, като населението предварително е било известявано. Вярващите са били приканвани да участват в церемонията, срещу което им е била обещавана индулгенция за 40 дни. Самият ритуал на аутодафето е продължавал цял ден и включвал строгата процедура на:
- подготовка
- траурна процесия до мястото на акта;
- литургия;
- тържествено обявяване на присъдата от съда на инквизицията;
- последна дума на осъдения в опит за разкаяние или отричане на греховете;
- публично изгаряне.

Аутодафето се е провеждало на специално украсен за целта централен площад в градовете. За официалните лица и съда на инквизицията се е издигал специален дървен подиум – трибуна. Осъдените са били изгаряни на ешафод със стълб по средата, около който се е оформяла кладата.
Най-известните исторически личности жертви на аутодафе са Жана д'Арк, Джордано Бруно, Ян Хус, Джироламо Савонарола и Василий Врач.